# Brachyceratops
Brachyceratops (лат.) — сомнительный род динозавров-цератопсов, известный только по фрагментам скелетов молодых особей, обнаруженным в отложениях позднего мелового периода в Монтане, США.
Brachyceratops известен по останкам детёнышей, при этом один экземпляр позднее был переклассифицирован как Rubeosaurus ovatus.

## История изучения

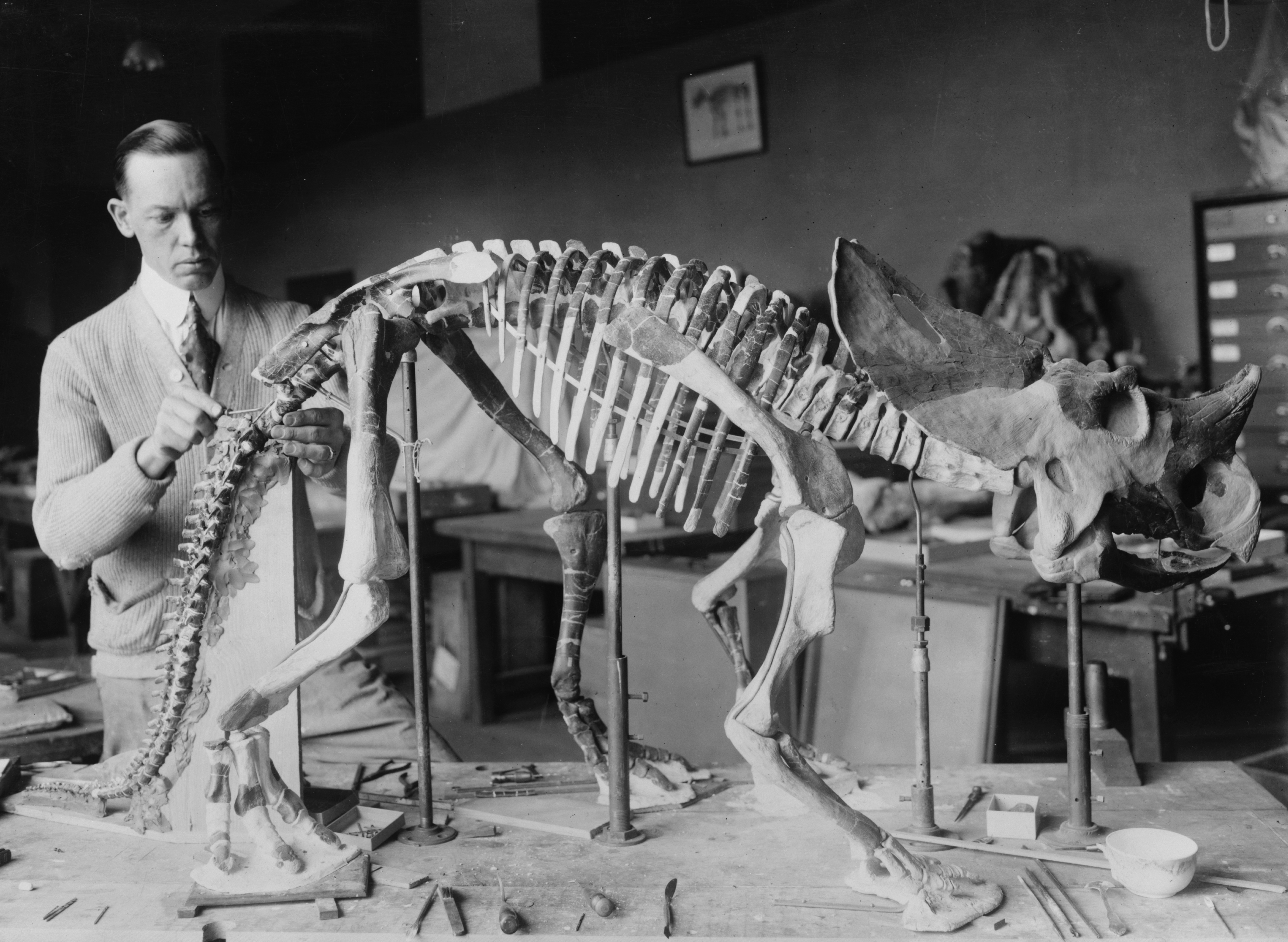
Норман Росс завершает монтаж скелета

Материалы Brachyceratops montanensis, типового и единственного вида, были обнаружены в формации Two Medicine (кампан) в индейской резервации в округе Титон, Монтана. Находка была сделана в августе 1913 года К. У. Гилмором и его помощником Джоном Флойдом Стрейером; она была названа и кратко описана Гилмором годом позже. Родовое название происходит от греческих слов βραχύς, brachys, «короткий», κέρας, keras, «рог» и ὤψ, ops, «лицо». Видовое название montanensis указывает на место обнаружения.
Находка представляла собой неполные и перемешанные останки пяти молодых особей длиной около 1,5 м. Было высказано предположение, что эти молодые особи могли быть детёнышами, вылупившимися из одной кладки и погибшими единовременно после вылупления. Голотип — USNM 7951, частичный череп. Паратипы — это USNM 7952, часть морды, USNM 7953, частичный скелет с черепом и USNM 7957, ступня. Материал разрознен, но отличается высокой сохранностью. В 1917 году Гилмор опубликовал монографию о животном, в которой была представлена реконструкция скелета.
В 1939 году Гилмор отнёс более крупный экземпляр, USNM 14765, к Brachyceratops. Все образцы в настоящее время являются частью коллекции Смитсоновского института в Вашингтоне; там же выставлена реконструкция скелета.
Поскольку Brachyceratops известен только по останкам пяти молодых особей и одной полувзрослой, которого Гилмор нашел примерно в километре от исходных образцов, долгое время считалось вероятным, что они представляют собой незрелые формы уже известных центрозавринов. Однако к 2011 году несколько исследований показали, что единственный экземпляр, который был достаточно взрослым, чтобы его можно было сравнить с родственными видами, USNM 14765, вероятно, представлял собой ювенильную форму более позднего Rubeosaurus.

## Описание

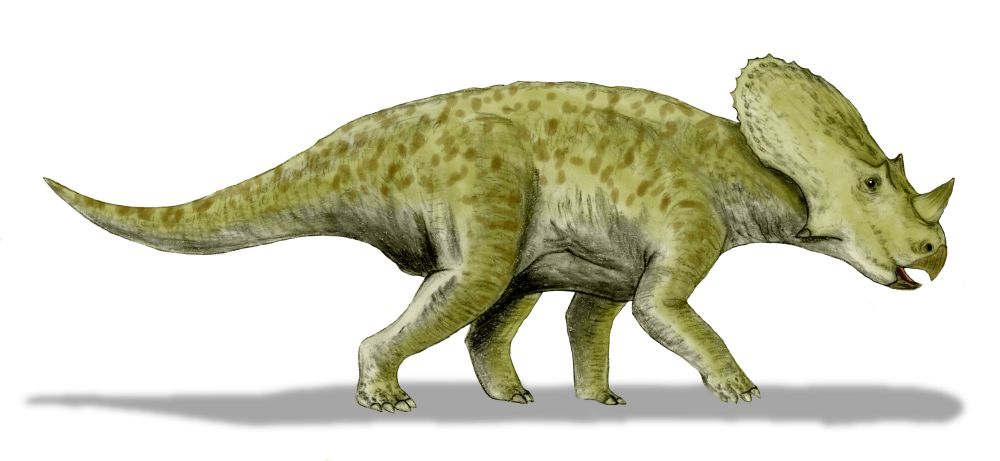
Реконструкция

Среди пяти оригинальных образцов были обнаружены части трёх черепов, фрагментированные и отделённые от тел. Тем не менее, черепа позволяют сделать вывод, что у животного были лишь небольшие бугорки над глазами, а не полноценные рога, как у более известных цератопсов, таких как трицератопс. Носовой рог был толстым и низким, а шейный воротник — умеренно большой. К сожалению, образцы были неполными, поэтому нельзя определить, были ли в воротнике теменные отверстия, как у некоторых других цератопсов.

## Классификация

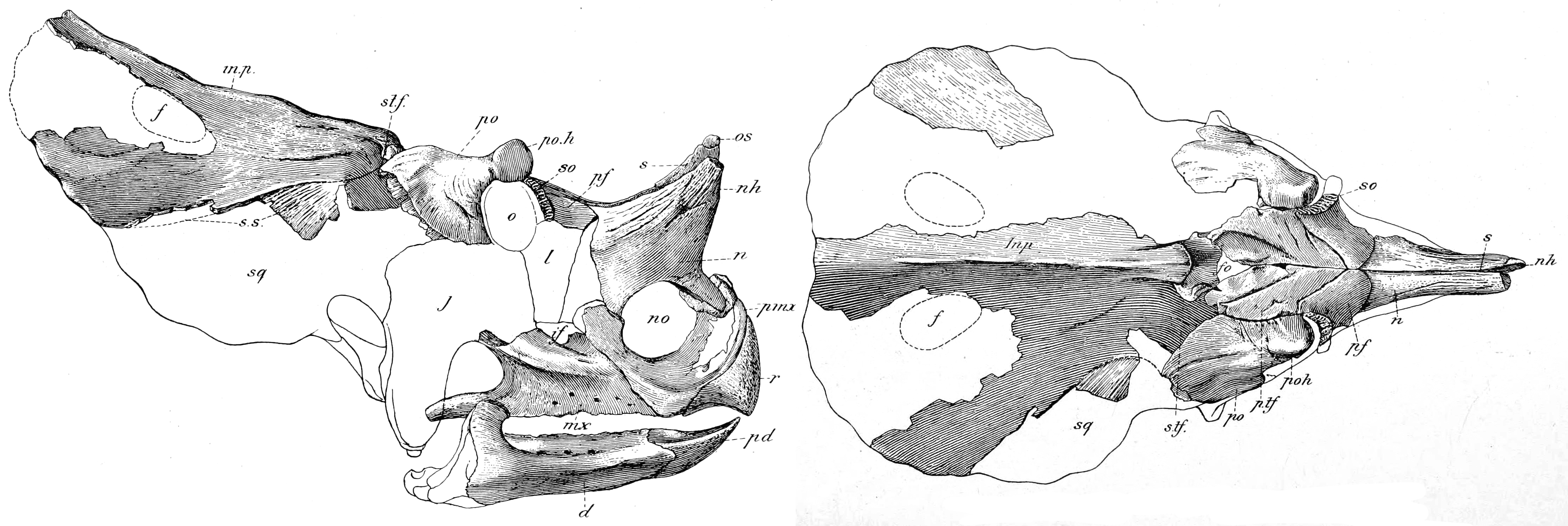
Иллюстрация голотипа (череп) сбоку и сверху

Brachyceratops принадлежал к центрозавринам, но его точное место в классификации было трудно определить, поскольку он известен только по неполным скелетам ювенильных особей. В 1997 году Скотт Сэмпсон и его коллеги повторно изучили остатки и отметили, что они почти наверняка принадлежали ювенильным формам уже известного центрозаврина. Однако, поскольку многие черты, отличающие цератопсов друг от друга, проявляются только во взрослом возрасте, принадлежность к конкретному таксону остаётся неясной, из-за чего Сэмпсон с коллегами классифицируют род как nomen dubium. 
В 2007 году Майкл Дж. Райан и его коллеги предположили, что Brachyceratops, возможно, был детёнышем Styracosaurus ovatus (возможно, отдельный род Rubeosaurus). Исследование, проведённое в 2011 году, подтвердило эту идею для наиболее зрелого экземпляра USNM 14765, у которого есть одна уникальная особенность (аутапоморфия), общая с  Rubeosaurus, но отсутствующая у других центрозавринов. Однако в том же исследовании было высказано предположение, что, поскольку голотип Brachyceratops слишком неполный и молодой, чтобы сохранить какие-либо определяемые аутапоморфии, Brachyceratops следует считать nomen dubium.

## Палеоэкология
В слоях формации, в которых были найдены остатки Brachyceratops, были также обнаружены окаменелости орнитопода Orodromeus, гадрозаврид гипакрозавра, майазавры и Prosaurolophus, центрозаврин Stellasaurus и эйниозавра, анкилозавров эдмонтонии и Euoplocephalus, крупного тираннозаврида дасплетозавра и более мелких теропод бэмбираптора, хиростенотеса, троодона и Avisaurus.

## References
1. 1 2  Ryan, Michael J.; Holmes, Robert; Russell, A.P. (2007). A revision of the late Campanian centrosaurine ceratopsid genus Styracosaurus from the Western Interior of North America (PDF). Journal of Vertebrate Paleontology. 27 (4): 944–962. doi:10.1671/0272-4634(2007)27[944:AROTLC]2.0.CO;2. S2CID 86218327. Дата обращения: 19 августа 2010.
2. 1 2  Andrew T. McDonald & John R. Horner, (2010). "New Material of "Styracosaurus" ovatus from the Two Medicine Formation of Montana", In: Michael J. Ryan, Brenda J. Chinnery-Allgeier, and David A. Eberth (eds), New Perspectives on Horned Dinosaurs: The Royal Tyrrell Museum Ceratopsian Symposium, Indiana University Press, 656 pp.
3. 1 2 3 4 5 6 7 8  "Brachyceratops." In: Dodson, Peter & Britt, Brooks & Carpenter, Kenneth & Forster, Catherine A. & Gillette, David D. & Norell, Mark A. & Olshevsky, George & Parrish, J. Michael & Weishampel, David B. The Age of Dinosaurs. Publications International, LTD. p. 133. ISBN 0-7853-0443-6.
4. ↑  C.W. Gilmore, 1914, "A new ceratopsian dinosaur from the Upper Cretaceous of Montana, with note on Hypacrosaurus", Smithsonian Miscellaneous Collections 63(3): 1-10
5. ↑  Dodson, P., 1996, The Horned Dinosaurs — A natural history, Princeton University Press, p. 154
6. ↑  C.W. Gilmore, 1917, "Brachyceratops, a ceratopsian dinosaur from the Two Medicine Formation of Montana, with notes on associated fossil reptiles", United States Geological Survey Professional Paper 103: 1-45
7. ↑  Gilmore C.W. 1939, "Ceratopsian dinosaurs from the Two Medicine Formation, Upper Cretaceous of Montana", Proceedings of the United States National Museum 87: 1–18
8. ↑  Sampson, S.D., M. J. Ryan, and D. H. Tanke. (1997). "Craniofacial ontogeny in centrosaurine dinosaurs (Ornithischia: Ceratopsidae): taphonomic and behavioral implications." Zoological Journal of the Linnean Society, 121: 293–337.
9. ↑  McDonald, Andrew T. (2011). A Subadult Specimen of Rubeosaurus ovatus (Dinosauria: Ceratopsidae), with Observations on Other Ceratopsids from the Two Medicine Formation. PLOS ONE. 6 (8): e22710. Bibcode:2011PLoSO...622710M. doi:10.1371/journal.pone.0022710. PMC 3154267. PMID 21853043.
10. ↑  "3.11 Montana, United States; 2. Lower Two Medicine Formation," in Weishampel, et al. (2004).
11. ↑  Rogers, R. R. (1990). Taphonomy of three dinosaur bone beds in the Upper Cretaceous Two Medicine Formation, northwestern Montana: Evidence for drought-related mortality. PALAIOS. 5 (5): 394–41. Bibcode:1990Palai...5..394R. doi:10.2307/3514834. JSTOR 3514834.